# Otophidium indefatigabile
Otophidium indefatigabile är en fiskart som beskrevs av Jordan och Bollman, 1890. Otophidium indefatigabile ingår i släktet Otophidium och familjen Ophidiidae. IUCN kategoriserar arten globalt som livskraftig. Inga underarter finns listade i Catalogue of Life.